# Naomi and Ely's No Kiss List
Naomi and Ely's No Kiss List (no Brasil, Naomi e Ely: A Lista de Quem Não Beijar e em Portugal, Naomi e Ely e a Lista do Não-Beijo) é um filme de comédia romântica estadunidense de 2015 dirigido por Kristin Hanggi e escrito por Amy Andelson e Emily Meyer. Estrelado por Victoria Justice e Pierson Fodé, a obra é adaptada do romance homônimo de Rachel Cohn e David Levithan.

## Elenco
- Victoria Justice - Naomi Mills
- Pierson Fodé - Ely Diamond
- Matthew Daddario - Gabriel
- Ryan Ward - Bruce II
- Griffin Newman - Bruce I
- Monique Coleman - Girl Robyn
- Daniel Flaherty - Robin
- Gary Betsworth - Mr. McAllister
- Dean Kapica - George
- Marianne Hagan - Susan
- Maddie Corman - Ginny
- Petronia Paley - Mrs. Loy
- Kathy Tong - Cassandra
- Cliff Samara - Mahmood
- Roger Yeh - Geeky Guy
- Olamide Faison - Otis